# 글래스콕군 (조지아주)

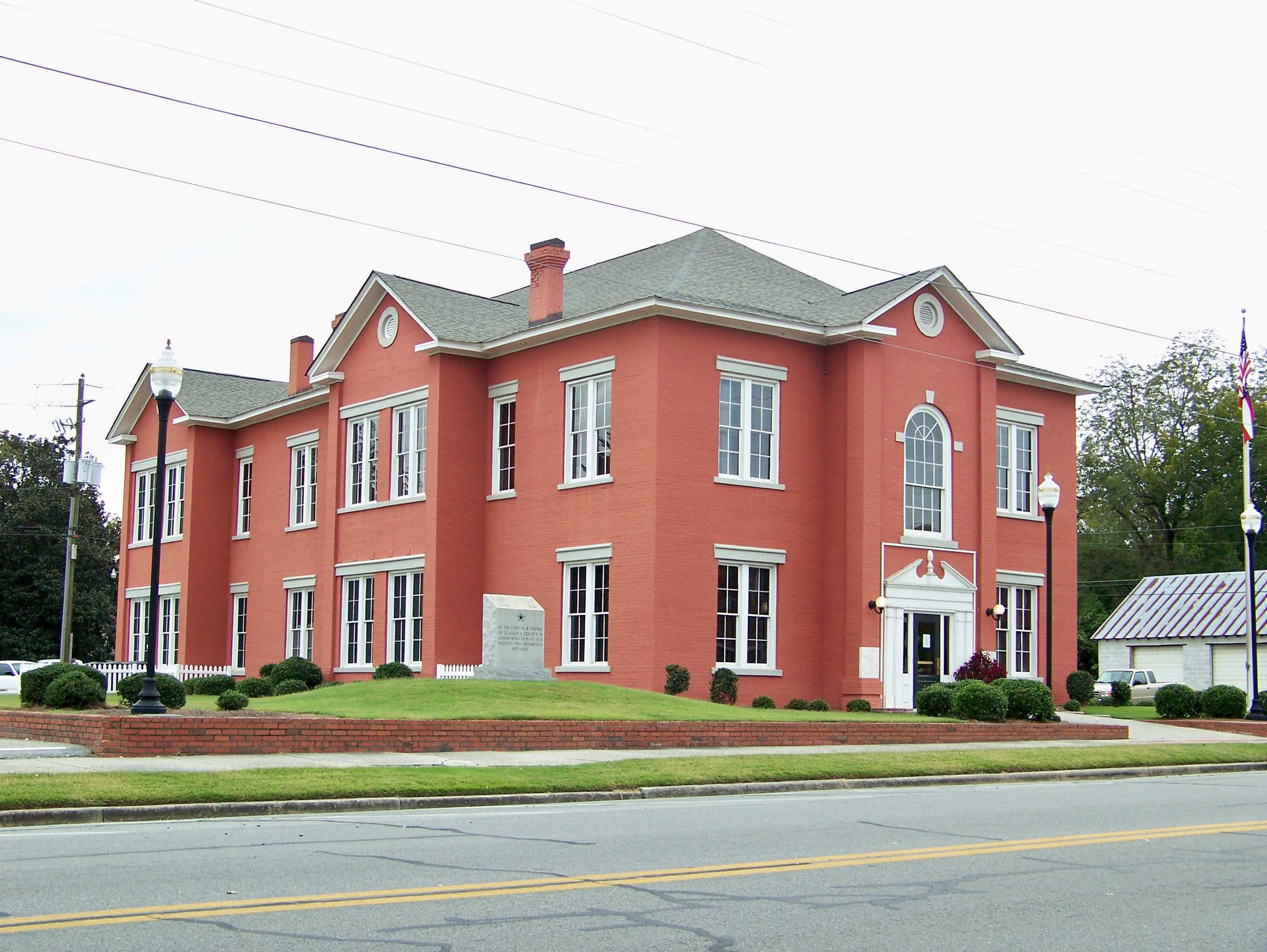

글래스콕군(Glascock County) 또는 글래스콕 카운티(Glascock County)는 미국의 조지아주에 위치한 군이다.
2010년 인구조사에 따르면 이 지역의 인구 수는 3,082명으로, 조지아주에서 4번째로 인구가 적게 붐비는 군이다. 군청소재지는 깁슨이다. 1857년 12월 19일 설립되었다.

## 역사
이 군의 지명은 1812년 전쟁에 참전한 토머스 글래스콕의 이름을 따서 지어졌다.

## 인구
| 인구조사                                                      | 인구  | Note  | %±     |
| ------------------------------------------------------------- | ----- | ----- | ------ |
| 1860년                                                        | 2,437 |       | —      |
| 1870년                                                        | 2,736 |       | 12.3%  |
| 1880년                                                        | 3,577 |       | 30.7%  |
| 1890년                                                        | 3,720 |       | 4.0%   |
| 1900년                                                        | 4,516 |       | 21.4%  |
| 1910년                                                        | 4,669 |       | 3.4%   |
| 1920년                                                        | 4,192 |       | −10.2% |
| 1930년                                                        | 4,388 |       | 4.7%   |
| 1940년                                                        | 4,547 |       | 3.6%   |
| 1950년                                                        | 3,579 |       | −21.3% |
| 1960년                                                        | 2,672 |       | −25.3% |
| 1970년                                                        | 2,280 |       | −14.7% |
| 1980년                                                        | 2,382 |       | 4.5%   |
| 1990년                                                        | 2,357 |       | −1.0%  |
| 2000년                                                        | 2,556 |       | 8.4%   |
| 2010년                                                        | 3,082 |       | 20.6%  |
| 2018 (추산)                                                   | 2,995 | [ 5 ] | −2.8%  |
| U.S. Decennial Census 1790-1960 1900-1990 1990-2000 2010-2013 |       |       |        |

## 같이 보기
- 조지아주의 군 목록